# Кроса Куэвас, Анхель Педро
Анхель Педро Кроса Куэвас (исп. Angel Pedro Crosa Cuevas; 1925, Парагвай) — парагвайско-уругвайский ультраправый активист, организатор уругвайских эскадронов смерти Националистическая вооружённая оборона и других антикоммунистических организаций. Активно участвовал в политическом противоборстве и насилии начала 1970-х. Обвиняется в нескольких похищениях и убийствах. Считался конфиденциальным представителем парагвайского стронистского режима. По профессии врач-психиатр.

## Ультраправый медик
Подробная биография в открытых источниках не представлена. Известно, что в Парагвае Анхель Кроса Куэвас получил медицинское образование по специальности психиатра. Был ультраправым антикоммунистом, убеждённым сторонником Альфредо Стресснера и стронистского режима.
В 1965 сорокалетний Анхель Кроса Куэвас объявился в Уругвае. По информации, полученной в результате расследования сенатора Хуана Пабло Терры, ему пришлось покинуть Парагвай из-за уголовного преследования. Кроса Куэвас обосновался в городе Долорес. Работал врачом, преподавал медицину и естественные науки в городском лицее.

## Оперативник и политик «эскадронов»
С конца 1960-х Анхель Кроса Куэвас начал формировать в Долоресе ультраправые группировки для борьбы с леворадикальными Тупамарос и левой коалицией Широкий фронт. Сформировал в департаменте Сорьяно разветвлённую сеть оперативных информаторов.
В 1971 Анхель Кроса Куэвас перебрался в Монтевидео и установил связь с парагвайским посольством. Посол Парагвая в Уругвае Атилио Фернандес предоставил ему статус фактического сотрудника диппредставительства и свёл с функционерами уругвайской полиции и спецслужб.
Под руководством Кроссы Куэваса активно формировались праворадикальные гражданские структуры. Эта деятельность встретила особую поддержку заместителя министра внутренних дел Уругвая Армандо Акосты-и-Лары. В правящей партии Колорадо партнёром Кросы Куэваса стал Карлос Пиран, секретарь президента Уругвая Хорхе Пачеко.
Анхель Кроса Куэвас стал одной из ключевых фигур уругвайских эскадронов смерти — Националистической вооружённой обороны — Команды охоты на Тупамарос (DAN — CCT). Тесно сотрудничал с офицерами уругвайской полиции, военной разведки и спецслужбы DNII — Педро Флейтасом, Хорхе Надером, Вашингтоном Гриньоли, Оскаром Делегой, Пабло Фонтаной. Аренда его дома в столице оплачивалась МВД. Кроса Куэвас располагал собственной информационной базой и полицейским архивом.
Предполагается, что Кроса Куэвас выполнял в Уругвае задания дипломатические и разведывательные задания парагвайских властей. Этот статус позволил Кросе Куэвасу наладить финансирование DAN из Парагвая. Также он установил оперативные контакты с парагвайскими (DNAT), бразильскими (DOPS) и аргентинскими (SIDE) спецслужбами.
Начало 1970-х характеризовалось в Уругвае всплеском политического насилия, вооружённым противостоянием Тупамарос с государством и правыми силами. Анхель Кроса Куэвас был его активным участником. Он имел неформальные, но широкие оперативные полномочия по командованию боевиками DAN. Кроса Куэвас являлся вторым руководителем уругвайских «эскадронов», наряду с Мигелем Софией Абелейрой. Существует даже мнение, что именно Кроса Куэвас стоял во главе организации, тогда как София Абелейра был его «правой рукой».
Выступая от имени МВД, Кроса Куэвас он координировал различные бригады DAN и отдавал им приказы. Указаниями Акосты-и-Лары в распоряжение Кросы Куэваса выделялись полицейские оперативники, готовые подчиняться иностранцу. Кросса Куэвас лично руководил спецоперациями и убийствами видных тупамарос. Был известен под кличками Гуарани, Парагваец, Доктор, а также Пещера (игра слов, производная от фамилии). Обладал имиджем таинственной и устрашающей личности.
При этом Анхель Кроса Куэвас оставался не только оперативным, но и политическим организатором уругвайских ультраправых. Будучи советником замминистра Акосты-и-Лары, он участвовал в создании молодёжного движения JUP, студенческих, профсоюзных, предпринимательских объединений праворадикальной антикоммунистической направленности. В этой деятельности применялся парагвайский опыт Комиссии гражданских антикоммунистических организаций Антонио Кампоса Алума. Фактически под руководством Кросы Куэваса в Уругвае было создано отделение ВАКЛ.
В 1973 президент Хуан Мария Бордаберри совершил государственный переворот. В Уругвае утвердилась крайне правая антикоммунистическая «военно-гражданская диктатура». Однако роль гражданских антикоммунистов-«общественников», в том числе Анхеля Кросы Куэваса, при этом снизилась. След Кросы Куэваса теряется с середины 1970-х.

## Преследование и исчезновение
С середины 1980-х Уругвай вернулся к конституционно-демократическим порядкам. Политическое насилие ультралевых и ультраправых в целом прекратилось. В 2004 победу на выборах одержал Широкий фронт. С 2009 уругвайская юстиция затребовала привлечения к ответственности бывших организаторов и боевиков «эскадронов смерти».
В апреле 2009 года прокурор Рикардо Персибалье сделал запрос на международный розыск Анхеля Кросы Куэваса. Вместе с ним в прокурорском представлении были названы Педро Флейтас, Вашингтон Гриньоли и сотрудник тайной полиции Хорхе Грау Сен-Лоран. Они обвиняются в похищениях и убийствах тупамарос Эктора Кастаньетто, Мануэля Филиппини, Иберо Гутьерреса в 1971—1972. Кросса Куэвас подозревается также в причастности к убийству парагвайской коммунистической активистки Соледад Баррет, совершённом в 1973 на бразильской территории. Имя Анхеля Кроссы Куэваса неоднократно звучало в показаниях полицейского фотографа и боевика DAN Нельсона Бардесио, экстрадированного в Уругвай из Аргентины.
Однако Анхеля Кросу Куэваса не удалось обнаружить ни в Уругвае, ни в Парагвае. Никаких официальных данных о его местонахождении нет. Парагвайские инстанции даже не подтвердили (но и не опровергли), являлся ли он лицензированным врачом. В то же время уругвайские медицинские справочники до 2001 содержали его данные.

## Семья и личность
В Уругвае Анхель Кроса Куэвас проживал с матерью. Называл своей женой аргентинку, которая утверждала, будто в своё время была «похищена». Впоследствии в долоресском доме Кросы Куэваса появилась другая женщина — сестра коллеги-учителя. Имел двоих детей, не вполне ясного происхождения.
Частная жизнь Кросы Куэваса проходила уединённо. Однако его деловые контакты были активными и многообразными. Устанавливая оперативные связи, Кроса Куэвас легко сходился с людьми, вступал в дружеские отношения, умел расположить к себе. Следил за своим внешним видом, старался элегантно одеваться (в официальной обстановке костюмы предпочитал серые, обувь лакированную). Сохранились фотографии Кросы Куэваса в дружеском общении.
По воспоминаниям, это был высокий человек спортивного сложения. Отличался большой физической силой. Организовал в Долоресе спортивный клуб, где молодёжь тренировалась для будущей армейской службы.
При этом Анхель Кроса Куэвас не скрывал жестокости своего характера и даже бравировал этим качеством. Известно его высказывание: «Моё правило: никого не бить. Но если один раз пришлось, будьте уверены, второй раз уже не придётся».